# Das Buch von Eden
Das Buch von Eden ist ein Roman des deutschen Schriftstellers Kai Meyer. Er erschien im Jahr 2004 als Mischung aus einem historischen und einem Fantasyroman und hat 823 Seiten.

## Inhaltsübersicht
Im Winter 1257 finden sich in der Eifel verschiedene Menschen zusammen und beginnen eine Reise nach Südosten, um den Garten Eden zu finden. Da ist der Novize Aelvin, der Gelehrte Albertus Magnus, die kranke Novizin Favola sowie der Kämpfer Corax mit seiner Tochter Libuse. Sie fliehen vor ihren Verfolgern, die ihnen der Kölner Erzbischof auf den Hals gehetzt hatte. Sie folgen dem Lauf des Rheins, queren die Schwäbische Alb, erreichen Regensburg, fahren die Donau hinab, folgen dann zu Fuß dem Lauf der Morava nach Serbien. 
Daneben wird die Geschichte von Sinaida erzählt, die als keraitische Prinzessin auf der Burg Alamut mit Khur Shah, dem Oberhaupt der Nizariten, verheiratet wird und mit ihm den mythischen „Garten Allahs“ besucht. Die Nizaris werden von einem Heer des Mongolen-Khans Hülegü unterworfen und Khur Shah hingerichtet. Dabei hilft den Mongolen der Vertraute Khur Shahs, Shadhan. Das mongolische Heer zieht, angestiftet von Shadhan, weiter nach Bagdad. Sinaida, die sich an Shadhan rächen will, geht ebenfalls dorthin. 
Unterdessen ist in Bagdad auch die Gruppe um Albertus angekommen. Die Stadt wird nach kurzer Belagerung von den Mongolen erobert und verwüstet. Die Gruppe um Albertus kann fliehen und fährt mit Sinaida auf einem persischen Schiff an die Südküste Arabiens, immer auf der Fährte Shadhans. Mit Kamelen erreichen sie die Wüstenlandschaft Rub al-Chali, wo einst der Garten Gottes gelegen haben soll.

## Kritiken
Christian Lange urteilte auf der Seite fantasyguide.de das Buch sei zwar „in einem guten Stil geschrieben und lässt sich flüssig lesen“, das Hauptdilemma des Buches bestehe aber in seiner Länge von 800 Seiten, denn viele Szenen würden sich unnötig in die Länge ziehen, Meyer habe kein gutes Gespür hierbei. Er habe auch „zweifellos recherchiert“ und Informationen über die damalige Zeit in den Roman eingebaut, allerdings könne ein „echtes Lebensgefühl jener Zeit“ leider nicht vermittelt werden. Die Charakterisierung der Figuren wird als halbwegs gelungen bezeichnet, allerdings würden diese im Laufe der Handlung „immer wieder außerhalb ihrer vorher beschriebenen Grenzen“ handeln, zudem blieben viele Nebenfiguren blass oder kämen gar nicht erst aus gängigen Klischees heraus. Der Spannungsbogen des Romans würde nicht funktionieren und das Ende wirke, als ob der Autor unter Zeitdruck gestanden oder keine Lust mehr gehabt hätte, denn das Ende falle unbefriedigend aus. Unter dem Strich sei der Roman „jedenfalls nur eine routiniert geschriebene Mischung aus Historie und ein wenig Fantasy, die sich auf über 800 Seiten in Langeweile verliert.“

## Ausgaben
- Kai Meyer: Das Buch von Eden. Lübbe, 2004, ISBN 3-7857-2174-9.

Das Buch wurde 2005/06 ins Polnische, Italienische, Spanische, Griechische und Tschechische übersetzt.